# 駒田桂二
駒田 桂二（こまだ けいじ、1926年1月30日 - 2012年8月1日）は、大阪府布施市（現：東大阪市）出身のプロ野球選手。

## 来歴・人物
1949年シーズン中に東洋紡績から大阪タイガースに入団。当初は制球力に難があったが、それを克服し1950年に頭角を現し7勝を挙げる（6敗）。カーブが武器の投手であった。翌1951年には11勝を挙げる。その後は、先発投手としてチームを支えた。1956年オフに退団し、東洋紡績に復帰した。2012年8月1日、死去。86歳没。
投手でありながらバッティングセンスも良く、通算で.217の打率を記録している。また通算本塁打数は1951年に記録した1本のみであるものの、後述の「幻の本塁打」をも含めると（通算のみならず、1951年のシーズンを含めて）2本打ったことになる。
1951年7月25日の大阪スタヂアムでの松竹戦で、2回一アウト1、3塁の場面でこの時の松竹の先発投手の林直明から3ラン本塁打を放ったが、林がセットポジション時に完全な停止を怠って投球に入るというボークを犯したがために無効となり、幻の本塁打となった。その3年後の同日・同球場（1954年7月25日の大阪スタヂアム）での対中日戦で、延長10回表に杉山悟が放った幻の本塁打の対戦投手であり、幻の本塁打に打者と投手で係わった唯一の選手となった。

## 詳細情報

### 年度別投手成績
| 年 度     | 球 団     | 登 板 | 先 発 | 完 投 | 完 封 | 無 四 球 | 勝 利 | 敗 戦 | セ 丨 ブ | ホ 丨 ル ド | 勝 率 | 打 者 | 投 球 回 | 被 安 打 | 被 本 塁 打 | 与 四 球 | 敬 遠 | 与 死 球 | 奪 三 振 | 暴 投 | ボ 丨 ク | 失 点 | 自 責 点 | 防 御 率 | W H I P |
| --------- | --------- | ----- | ----- | ----- | ----- | -------- | ----- | ----- | -------- | ----------- | ----- | ----- | -------- | -------- | ----------- | -------- | ----- | -------- | -------- | ----- | -------- | ----- | -------- | -------- | ------- |
| 1949      | 阪神      | 6     | 1     | 0     | 0     | 0        | 0     | 0     | --       | --          | ----  | 93    | 19.2     | 21       | 2           | 12       | --    | 0        | 9        | 0     | 0        | 13    | 10       | 4.50     | 1.68    |
| 1950      | 阪神      | 32    | 19    | 6     | 1     | 0        | 7     | 6     | --       | --          | .538  | 620   | 142.1    | 136      | 9           | 67       | --    | 6        | 43       | 1     | 0        | 69    | 56       | 3.52     | 1.43    |
| 1951      | 阪神      | 45    | 28    | 10    | 1     | 1        | 11    | 13    | --       | --          | .458  | 955   | 227.2    | 217      | 14          | 72       | --    | 1        | 86       | 2     | 0        | 106   | 82       | 3.24     | 1.27    |
| 1952      | 阪神      | 43    | 16    | 1     | 0     | 0        | 8     | 8     | --       | --          | .500  | 654   | 156.0    | 165      | 15          | 41       | --    | 1        | 48       | 0     | 0        | 78    | 70       | 4.04     | 1.32    |
| 1953      | 阪神      | 32    | 8     | 4     | 3     | 1        | 5     | 5     | --       | --          | .500  | 348   | 85.0     | 88       | 5           | 15       | --    | 1        | 29       | 1     | 1        | 38    | 29       | 3.07     | 1.21    |
| 1954      | 阪神      | 28    | 8     | 3     | 1     | 0        | 8     | 3     | --       | --          | .727  | 435   | 113.0    | 92       | 5           | 22       | --    | 1        | 30       | 0     | 0        | 22    | 19       | 1.51     | 1.01    |
| 1955      | 阪神      | 14    | 10    | 4     | 2     | 1        | 5     | 4     | --       | --          | .556  | 267   | 67.1     | 60       | 6           | 10       | 0     | 1        | 14       | 1     | 0        | 27    | 19       | 2.51     | 1.04    |
| 1956      | 阪神      | 5     | 2     | 1     | 1     | 0        | 1     | 0     | --       | --          | 1.000 | 78    | 20.0     | 18       | 1           | 4        | 1     | 0        | 5        | 0     | 0        | 3     | 1        | 0.45     | 1.10    |
| 通算：8年 | 通算：8年 | 205   | 92    | 29    | 9     | 3        | 45    | 39    | --       | --          | .536  | 3450  | 831.0    | 797      | 57          | 243      | 1     | 11       | 264      | 5     | 1        | 356   | 286      | 3.10     | 1.25    |

### 背番号
- 27（1949年）
- 4（1950年 - 1956年）